# Pseudocyclops crassiremis
Pseudocyclops crassiremis är en kräftdjursart som beskrevs av Brady 1878. Pseudocyclops crassiremis ingår i släktet Pseudocyclops och familjen Pseudocyclopidae. Inga underarter finns listade i Catalogue of Life.